# یواس‌اس اربین (۱۸۹۶)
یواس‌اس اربین (۱۸۹۶) (به انگلیسی: USS Arabian (1896)) یک کشتی بود که طول آن ۸۷ فوت (۲۷ متر) بود. این کشتی در سال ۱۸۹۶ ساخته شد.